# Ombudsman
Ombudsman é um cargo profissional contratado por um órgão, instituição ou empresa com a função de receber críticas, sugestões e reclamações de usuários e consumidores, com o dever de agir de forma imparcial para mediar conflitos entre as partes envolvidas.
A palavra sueca ombudsman chegou ao português através do inglês.
O termo está presente originalmente nas línguas sueca, norueguesa e dinamarquesa. Deriva etimologicamente de umboðsmaðr, no idioma nórdico antigo, significando essencialmente "representante" (com o elemento umbud/ombud denotando procurador, delegatário, ou seja, pessoa autorizada a agir em nome de outrem).
No Brasil, usa-se normalmente o plural "ombudsmans", enquanto que nos Estados Unidos usa-se a forma "ombudsmen".
A figura jurídico-política do ombudsman foi criada em 1809 na Suécia como contra-peso do cidadão face ao poder público. Tinha então a finalidade de salvaguardar os direitos dos cidadãos e supervisionar a aplicacão da lei pelos tribunais e pelas autoridades.

O termo, atualmente disseminado no âmbito público e privado para designar um elo imparcial entre a instituição e sua comunidade de usuários, chegou às línguas modernas proveniente do sueco ombudsman (feminino: ombudskvinna), que significa "aquele que representa", com o surgimento das normas legais que criaram o cargo de "agente parlamentar de justiça" para "limitar os poderes do rei".[carece de fontes?]
Nos países de língua portuguesa, as palavras "ouvidor" e "provedor" (bem como "ouvidoria" e "provedoria") são mais utilizadas como substitutas ao nome estrangeiro, por exemplo, no Brasil, pela empresa estatal Companhia de Saneamento Básico do Estado de São Paulo e pelo Banco do Brasil. Em Portugal não se usa o termo "ombudsman" sendo substituído por "provedor"; como por exempo Provedor de Justiça, no caso do Estado, ou Provedor do Cliente, no caso de uma empresa. Na Espanha, usa-se o termo "defensor do povo", (defensor del pueblo) na Itália é "defensor cívico" (difensore civico).[carece de fontes?]

## No Brasil
Durante a elaboração da atual Constituição do Brasil, previu-se o cargo de defensor do povo no artigo 56 do anteprojeto da Comissão Affonso Arinos, o que remeteria à noção "controle do Estado" trazida pelo clássico instituto do Ombudsman.
Entretanto, sob pressão de alguns setores da sociedade, a Constituição Federal de 1988 superou o modelo clássico de tripartição do Estado, instituindo as "funções essenciais à Justiça", em seus artigos 127 a 135. Tais funções ostentam elevado grau de independência dos demais poderes, tendo como responsabilidade precípua o livre trânsito e fiscalização de seu funcionamento, remetendo-se a ramificações da função de controle e fiscalização do Estado.
Nesse sistema, tal função passou a se dividir em quatro:
- Procuratura da sociedade: Ministério Público em sentido estrito (artigos 127 a 130-A da Constituição);
- Procuratura do Estado: Advocacia Pública (artigos 131 e 132 da Constituição);
- Procuratura de interesses privados: Advocacia Privada (art. 133 da Constituição);
- Procuratura dos hipossuficientes: Defensoria Pública (artigos 134 e 135 da Constituição).[10]

No âmbito do Ministério Público, por exemplo, vê-se a Procuradoria Federal dos Direitos do Cidadão (PFDC), vinculada ao Ministério Público Federal. À Advocacia Pública, por sua vez, cabe a fiscalização da legalidade dos atos praticados pelo Governo, como um marco divisório limitativo dos interesses políticos dentro da Administração Pública.
Ademais, tem-se reconhecido, no Brasil, a função de ombudsman também à Defensoria Pública, conforme defende o professor de Direito Constitucional da UERJ e pós-doutor pela Yale Law School, Dr. Daniel Sarmento, em parecer sobre o regime jurídico da Defensoria Pública.
Por fim, a Constituição conferiu à Advocacia Privada a função de defesa do sistema jurídico e da democracia, atribuindo-lhe a legitimidade para ajuizamento de ações no controle concentrado de constitucionalidade e lhe garantindo assentos nos Tribunais do Judiciário por meio do quinto constitucional.

## Jornalismo
Alguns veículos jornalísticos mantêm ombudsmans em seus quadros de funcionários para servir como intermediário entre o leitor e a publicação. São por vezes chamados de editores públicos, advogados dos leitores ou editores de leitores.
Uma empresa dona de dois jornais de Louisville, Kentucky, Estados Unidos, foi a primeira a adotar o cargo, em 1967. Três anos depois, o The Washington Post seria o primeiro grande jornal a contratar o profissional. O The New York Times só passou a contar com um ombudsman em 2003, mas extinguiria a função em 2017, argumentando que, na era das redes sociais, os leitores internautas podiam cumprir a função melhor do que uma pessoa contratada pela empresa.
No Brasil, o primeiro veículo a instituir a função foi a Folha de S.Paulo, sendo Caio Túlio Costa o estreante, no ano de 1989. Dos poucos veículos brasileiros que adotaram a iniciativa, muitos o fizeram por pouco tempo, exceto pelos jornais O Povo, que mantém um ombudsman desde 1993, e pela própria Folha, que atualmente tem como sua 15º ombudsman a jornalista Alexandra Moraes. 
No segundo semestre de 2017, estimava-se que 150 ombudsmans atuavam em redações por todo o mundo. 52 deles (a maioria da Europa e da América do Norte) associavam-se por meio da Organization of News Ombudsmen (ONO).